# Ebrima Sohna
Ebrima Sohna (* 14. Dezember 1988 in Bakau) ist ein gambischer Fußballspieler, der seit 2007 für den norwegischen Verein Sandefjord Fotball auf der Position eines Mittelfeldspielers spielt.
Sein Jugendverein war der Wallidan Banjul, während dieser Zeit nahm er bei der U-17-Fußball-Weltmeisterschaft 2005 teil und spielte für Gambia gegen die Auswahl aus Brasilien. Zwei Jahre später war er für vier Spiele bei der U-20-Fußball-Weltmeisterschaft 2007 im Einsatz.
Für die gambische Fußballnationalmannschaft war er während der Qualifikation für die Fußball-Weltmeisterschaft 2010 im Einsatz.
Außerdem erzielte Ebrima Sohna beim Länderfreundschaftsspiel Mexiko – Gambia am 30. Mai 2010 in Bayreuth seinen ersten Treffer in der gambischen Nationalmannschaft in der 65. Spielminute zum 3:1. Das Spiel endete 5:1 für die Mexikaner.